# Incidente de Prizren
El incidente de Prizren fue un enfrentamiento librado el 13 de junio de 1999 en la ciudad de Prizren entre las tropas de la Fuerza Alemana de Kosovo (KFOR) que avanzaban hacia Kosovo y los rezagados del Ejército yugoslavo en retirada. Las tropas alemanas mataron a un militar serbio en el acto, y otro murió más tarde a causa de sus heridas. Un soldado alemán resultó herido y hubo informes sobre una mujer herida por francotiradores serbios.

## Trasfondo
El 12 de junio de 1999, dos días después de la aprobación de la Resolución 1244 del Consejo de Seguridad de la ONU, tropas de la KFOR empezaron a entrar en Kosovo para detener nuevas hostilidades entre albaneses y serbios y coordinar esfuerzos para asegurar la distribución de ayuda humanitaria.
La madrugada del 13 de junio, un centenar de soldados alemanes procedentes de Macedonia del Norte fueron enviados a Prizren para establecer su control de la ciudad previa llegada del grueso de las tropas desde Albania (16 kilómetros al oeste), que consistirían en 600 militares. Poco antes de su llegada, un puesto de avanzada del Ejército yugoslavo había sido desalojado por su guarnición de 60 soldados, y este fue saqueado y vandalizado. Las tropas alemanas fueron recibidas por los albaneses como liberadores, pero no así por los serbios. Una de sus primeros cometidos fue separar una muchedumbre de civiles albaneses y tropas yugoslavas formando una línea humana (habiendo los civiles serbios abandonado la ciudad en las horas previas). Se produjo un tenso enfrentamiento puntual que finalmente pudo ser resuelto, después de que un oficial alemán consiguiera convencer a los serbios que se retirasen.

## Incidente del tiroteo
En lo que las tropas alemanas se adentraban en la ciudad, a los largo del Río Bistrica, fueron víctima del fuego de francotiradores enemigos, ocultos en una de las colinas de alrededor y dentro de algunas edificaciones. También recibieron, supuestamente, fuego enemigo de una iglesia católica. Los soldados tomaron posiciones defensivas y dispararon también. Según los reportes, una civil resultó herida por los francotiradores mientras los soldados alemanes tomaban nuevas posiciones defensivas más abajo en la colina. Un vehículo de combate alemán disparó una ráfaga con una ametralladora Rheinmetall MG3 como advertencia a un camión de guerra yugoslavo después de que uno de los soldados en su interior amenazara a un grupo de civiles albaneses que se burlaban de ellos con un rifle de asalto AK-47 y disparase al aire dos veces.
Al atardecer, un vehículo civil Zastava Skala color amarillo fue visto acercándose a un vehículo blindado alemán fuera del Hotel Theranda, en el centro de la ciudad. El pasajero abrió fuego con un rifle AK-47 contra el blindado y transeúntes, quienes abandonaron el lugar por seguridad. Los soldados alemanes dentro del vehículo blindado, contando con cobertura de un tanque Leopard 2 que había montado una barricada, devolvió el fuego. Tres paracaidistas dispararon al coche con sus rifles de asalto Heckler & Koch G36, acompañados por un suboficial con su arma 9 milímetros y por ametralladoras 7.62 mm montadas en torretas. El fuego combinado mató al conductor en el acto e hirió de gravedad al tirador. Un soldado alemán en el vehículo blindado resultó herido en un brazo, convirtiéndose en la primera baja de la generalmente pacífica operación. Los alemanes dispararon un total de 180 balas de rifle y 40 de ametralladora. La fuerza de fuego alemana fue tan intensa que el coche fue empujado hacia atrás. El pasajero eventualmente murió por sus heridas. El tiroteo duró 20 minutos. Los alemanes dijeron que los dos individuos que se encontraban dentro del coche, ambos serbios, tenían consigo granadas y armas semiautomáticas.
El líder del pelotón, el teniente David Ferk, que dio la orden de contraatacar, recibió la Cruz de Oro de Honor por Hechos Sobresalientes por parte del Ministro de Defensa alemán, Rudolf Scharping.

## Secuelas
El general Fritz con Korff, comandante de la brigada KFOR en Prizren, dijo: "Aunque tal vez no tengamos todo bajo control en este momento, tenemos suficiente presencia en el pueblo para creer que habrá una retirada (yugoslava) segura." También advirtió que Prizren era aún un lugar peligroso.
Civiles serbios armados establecieron un punto de control improvisado a las afueras del pueblo, pero fue ampliamente ignorado por los alemanes, quienes lo atravesaron numerosas veces. El personal militar yugoslavo en retirada también estuvieron a cargo de un número de puntos de control, violando el acuerdo alcanzado con la OTAN. Más de diez días después de la llegada de las tropas KFOR, la agitación y asesinatos entre la población civil continuaron aumentando, hasta el punto que el comandante alemán impuso un toque de queda desde la medianoche hasta las cinco de la madrugada.
No hubo más incidentes con las fuerzas yugoslavas, aunque un tanque Leopard 2A5 abrió fuego cuatro veces a modo de advertencia en el pueblo de Orahovac cuando disturbios comenzaron allí el 26 de junio de 1999.
El incidente de Prizren fue posteriormente calificado por las tropas alemanas como el "Domingo Sangriento".